# Juan Clemente Zamora Munné
Juan Clemente Zamora Munné (Nueva York, Estados Unidos, 14 de mayo de 1930 - Amherst, Massachusetts, Estados Unidos, 8 de octubre de 2007) fue un lingüista de origen cubano que desarrolló la mayor parte de su carrera en Estados Unidos.

## Biografía
Juan Clemente Zamora Munné fue hijo del constitucionalista y hombre de letras cubano Juan Clemente Zamora López-Silvero y de Rosario Munné. Nació en 
Nueva York, aunque creció en La Habana, donde se graduó en la clase de 1947 en el Colegio Baldor, y cursó estudios universitarios de leyes. Se doctoró en Derecho en 1952, y ejerció como abogado hasta 1959.
Entre 1959 y 1961, además de licenciarse en Ciencias Sociales, llegó a desempeñar cuatro altos cargos en el nuevo gobierno de la República de Cuba. Fue fundador y Secretario General de la Casa de las Américas, Director de la Hemeroteca Nacional, Director de la Sociedad de Escritores y Compositores, y Jefe de Cancillería del Ministerio de Relaciones Exteriores.
En 1961 se traslada a Estados Unidos, y allí comienza una carrera académica ya totalmente orientada hacia los estudios lingüísticos. Un primer periodo, hasta 1970, discurrió en la State University of New York at Buffalo, donde realizó la tesis con la que obtuvo su segundo doctorado, esta vez en Lingüística Hispánica, en 1971, bajo la dirección de Peter Boyd-Bowman. En este trabajo estudió de manera sistemática la presencia de indigenismos en la lengua de los conquistadores, investigación enmarcada en el proyecto LASCODOCS (Linguistic Analysis of Spanish Colonial Documents).
Entre 1970 y 1971 Juan C. Zamora fue profesor en el Central Connecticut State College. A partir de 1971 se vincula a la University of Massachusetts at Amherst, en cuyo Departamento de Español y Portugués ejerció primero como profesor, hasta 1983, y desde ese año como catedrático. Además, fue director del Departamento entre 1987 y 1993, y actuó como tal en funciones durante varios periodos más. Desde ese momento, a mediados de los ochenta, Juan C. Zamora añadió a su interés por la dialectología y lexicología del español de América una atención cada vez mayor a la historia de la lingüística, ampliando sus estudios desde la tradición americana hasta el inicio de la Edad Moderna occidental.
Desde la Universidad de Massachusetts en Amherst, Juan C. Zamora tejió una densa red de convenios académicos con universidades americanas y españolas, que promovieron nutridos intercambios de estudiantes y profesores. Como reconocimiento a esta labor, la Universidad de Salamanca le nombró en 1981 Miembro Honorario del Instituto de Cultura Alfonso X el Sabio.

## Obras
- Indigenismos en la lengua de los conquistadores. Prólogo de Marcelino Canino Salgado. Río Piedras: Editorial de la Universidad de Puerto Rico, 131 págs., 1976.
- Dialectología hispanoamericana. Teoría, descripción, historia. Con Jorge Guitart. Salamanca: Ediciones Colegio de España, 206 págs., 1988, segunda edición revisada. [Salamanca: Almar, 1982, primera edición]
- Fundamentos de Lingüística hispánica. Con Francesco D’Introno y Jorge Guitart. Prólogo de Humberto López Morales. Madrid: Playor, 302 págs., 1988.
- Historiografía lingüística. Edad Media y Renacimiento. Prólogo de José Antonio Martínez. Salamanca: Ediciones Colegio de España, 88 págs., 1993.

Además de estos cuatro libros, Juan C. Zamora es autor de más de cuarenta artículos o capítulos de libros, y de numerosas reseñas y revisiones publicadas en Historiographia Linguistica, Revista de Estudios Hispánicos, Inter-American Review of Bibliography,  Hispania, y otras más.
Una de las aportaciones científicas más importantes de Juan C. Zamora fue su mapa dialectal del español de América, descrito en su Dialectología hispanoamericana. Para trazarlo, usó como base el binarismo de Roman Jakobson aplicado a tres rasgos generales: voseo, aspiración de /x/ y aspiración o caída de /s/, pero combinándolos después con otros rasgos particulares de las nueve zonas resultantes.
En la historia de la lingüística hispánica, destaca su contribución al rescate del pensamiento lingüístico medieval, especialmente el contenido en las poéticas provenzales del levante peninsular, así como en la gramática especulativa cultivada en las universidades hispanas durante ese periodo.